# CBL (遺伝子)
Cbl（Casitas B-lineage Lymphoma）は、細胞シグナリングとタンパク質のユビキチン化に関与するE3ユビキチンリガーゼ、CBLタンパク質をコードする遺伝子である。この遺伝子の変異は、ヒトの多くの種類のがん、特に急性骨髄性白血病と関係している。

## 発見
1989年に発見されたウイルスにコードされたマウスCbl遺伝子の断片が、Cblファミリーの最初のメンバーである。その断片は、正常なマウスのCbl（c-Cbl）と区別するためにv-Cblと名付けられた。実験で用いられたウイルスは、カリフォルニア州・カシータス湖で捕獲されたマウスの脳から単離されたマウス白血病ウイルスのマウス指向性株（Cas-Br-M）であり、注入されたマウスからc-Cbl遺伝子の約1/3を切り出していることが判明した。シーケンシングによって、レトロウイルスが保持している断片はチロシンキナーゼ結合ドメインをコードしていることが明らかとなった。この断片に発がん性があり、全長のc-Cblを保持しているレトロウイルスは腫瘍形成を誘導しなかった。形質転換されたレトロウイルスは、感染したマウスに対しCasitas B-lineage lymphomaとして知られるpre-B細胞リンパ腫の一種を常に誘導することが判明した。

## 構造
全長のc-Cblは、機能的に異なるドメインをコードする複数の領域から構成されている。
- N末端のチロシンキナーゼ結合ドメイン（TKBドメイン）: タンパク質の結合相手を決定する
- RINGフィンガードメイン: ユビキチン化に関与する酵素をリクルートする
- プロリンリッチ領域: CblとCblのアダプター機能に関与する細胞質タンパク質との相互作用部位
- C末端のユビキチン結合ドメイン（UBAドメイン）: ユビキチンの結合部位

このドメイン構造とタンパク質産物のチロシンとセリンに富む構成は、細胞シグナリング経路で利用される「アダプター分子」に典型的なものである。

## ホモログ
哺乳類では3つのホモログが同定されており、それらはC末端のUBAドメインの長さが異なるためにアダプタータンパク質としての機能が異なる。
1. c-Cbl: 普遍的に発現、ヒトでは906アミノ酸、マウスでは913アミノ酸。
2. Cbl-b（英語版）: 普遍的に発現、982アミノ酸。
3. Cbl-c（英語版）: UBAドメインが欠失しており、474アミノ酸。主に上皮細胞で発現しているが、その機能は未解明。

c-CblとCbl-bにはキイロショウジョウバエ Drosophila melanogaster（D-Cbl）と線虫 Caenorhabditis elegans（Sli-1）にオルソログが存在し、これらのタンパク質の長い進化的経路が示唆される。

## 機能

### ユビキチンリガーゼ
ユビキチン化とはタンパク質にユビキチンを化学的に結合させる過程であり、それに伴ってタンパク質は分解の標的となる。この過程は複数段階からなり、いくつかの酵素が関与している。最後に関与するのがE3ファミリーのリガーゼである。CblはE3リガーゼとして機能し、ユビキチンとCblのタンパク質基質（典型的には受容体型チロシンキナーゼ）の間の共有結合の形成を触媒する。RINGフィンガードメインはこの転移を媒介するが、他のRING型E3リガーゼと同様、ユビキチンとRINGフィンガードメインとの間に中間体となる共有結合は形成されない。基質となる受容体型チロシンキナーゼへのユビキチンの結合によって、受容体型チロシンキナーゼは細胞膜から除去され、その後の分解のためにリソソームへ輸送される。

## 相互作用
Cblは次に挙げる因子と相互作用することが示されている。
- ABL[9][10]
- ARHGEF7（英語版）[11]
- C-Met[12][13]
- CD2AP（英語版）[14][15][16]
- CSF1R（英語版）[17]
- CRK（英語版）[18][19]
- CRKL（英語版）[20][21][22][23][24][25][26][27]
- EGFR[12][28][29]
- FRS2（英語版）[30]
- FYN[24][31]
- GRB2[12][18][19][20][30][32][33][34][35][36][37][38][39]
- HCK（英語版）[40][41]
- IGF1R[42]
- LCP2（英語版）[20][43]
- NCK1（英語版）[9][20]
- PDGFRA（英語版）[44]
- PIK3R1（英語版）[18][45][46]
- PIK3R2（英語版）[21][47]
- PLCG1（英語版）[28][48]
- PTK2B（英語版）[14][49]
- PTPN11[50]
- SH2B2（英語版）[12][51]
- SH3KBP1（英語版）[13][52][53][54][55]
- SHC1（英語版）[18][32]
- SLA2（英語版）[56]
- SORBS1（英語版）[14][57]
- SORBS2（英語版）[10][14]
- SPRY2（英語版）[12][58][59]
- Syk（英語版）[60][61][62]
- UBE2L3（英語版）[58][63][64]
- VAV1（英語版）[61][65]
- YWHAB（英語版）[36]
- YWHAQ（英語版）[66][67]
- ZAP70（英語版）[68][69]

## 関連文献
- “The Cbl family of signal transduction molecules”. Crit Rev Oncog 8 (4):  359–79. (1997). doi:10.1615/critrevoncog.v8.i4.50. PMID 9622055.
- “The c-Cbl oncoprotein”. Int. J. Biochem. Cell Biol. 30 (4):  439–44. (1998). doi:10.1016/S1357-2725(97)00075-7. PMID 9675877.
- “Regulation of immune responses by E3 ubiquitin-protein ligases”. Curr. Dir. Autoimmun.. Current Directions in Autoimmunity 5:  161–75. (2002). doi:10.1159/000060552. ISBN 3-8055-7308-1. PMID 11826757.